# 申霍策維倫

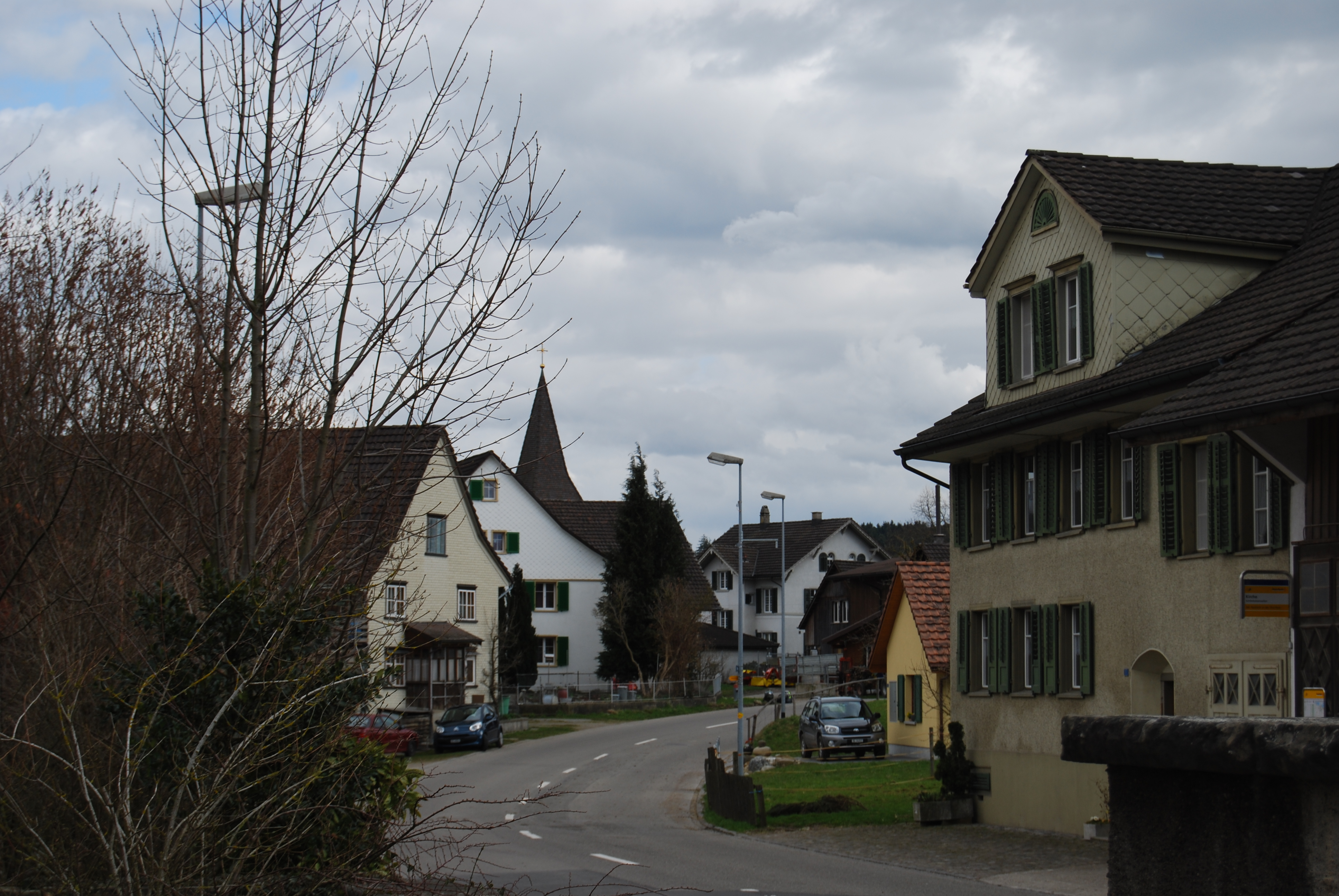

申霍策維倫是瑞士的城鎮，位於該國東北部，由圖爾高州負責管轄，面積10.94平方公里，海拔高度555米，2012年人口799，五成半人口信奉基督教，人口密度每平方公里73人。

## 外部連結
- （德文） Official homepage